# Will Wood
Will Wood é um músico, cantor, compositor e comediante estadunidense. Wood lançou quatro álbuns de estúdio: Everything Is a Lot (2015), Self-ish (2016), The Normal Album (2020), e “In case I make it,” (2022). Os dois primeiros foram lançados como Will Wood and the Tapeworms, o nome da banda anterior dele. Além disso, ele lançou dois álbuns ao vivo e uma trilha sonora.

## Estilo
Seu estilo conduzido pelo piano muda com frequência de uma música para a outra, recebendo influência do folk, pop, rock and roll, doo-wop e klezmer. Ele também é conhecido por seu uso não convencional do ukulele tenor e barítono. Quando grava em estúdio ou se apresenta ao vivo com sua banda, the Tapeworms, ele é acompanhado principalmente por Mike Bottiglieri na guitarra, Matt Berger no saxofone alto, Mario Conte na bateria, Vater Boris no baixo e Rob Schaefer no trompete. A banda é conhecida por suas apresentações ao vivo de alta energia.
Wood se apresenta principalmente como solista, com seus shows apresentando uma mistura de músicas, monólogos e comédia stand-up.

## Vida pessoal
Wood foi descrito como “recluso”, e é conhecido por evitar a mídia social. Pouco se sabe sobre sua vida pessoal, e as fontes sobre Wood contêm relatos conflitantes até mesmo de informações básicas sobre sua vida pessoal e profissional. Ele também é conhecido por ter ficcionalizado sua vida no início de sua carreira e por aparecer como personagem em algumas aparições na imprensa ou no palco, além de se envolver em performances artísticas experimentais ao vivo. Seus atos, às vezes, apresentam colapsos mentais simulados, conflitos com plantas da plateia, aparições de personagens fictícios e performances intencionalmente malfeitas. Sua imagem na cultura pop foi muito influenciada por isso, mas o artista expressou que seu trabalho e sua personalidade continuarão a mudar.
Wood sempre foi aberto sobre suas lutas passadas contra o vício em drogas e doenças mentais, tendo entrado em recuperação no início de sua carreira e, mais tarde, sendo diagnosticado com transtorno bipolar. Ele doou 50% da venda de ingressos dos shows The Real Will Wood para a organização sem fins lucrativos Brain & Behavior Research Foundation, uma instituição que financia pesquisas sobre saúde mental, dizendo: “Eu melhorei muito. Quero tentar fazer algo para ajudar outras pessoas a chegarem lá”.

## Lançamentos

Will Wood em seu vestiário em 2017

Wood começou a lançar músicas com A Verbal Equinox e Strange Thick em 19 de janeiro de 2011, antes de entrar no verão do mesmo ano, para o Jamface como substituto da vocalista principal sob o pseudônimo de “William Sunshine”. Durante seu período no Jamface, Will se juntou a Jonathon Maisto para fundar o The Stereosexuals em 2013. Os dois trabalharam de 2013 a 2014 para criar 15 músicas, das quais apenas três foram lançadas publicamente. Will declarou que as demais foram perdidas em uma falha no disco rígido. Sob a banda homônima “Will Wood and the Tapeworms”, com dois álbuns de estúdio: Everything is a Lot, em 2015, e Self-ish, em 2016, juntamente com o álbum ao vivo The Real Will Wood, em 2018, que mais tarde serviu de trilha sonora para o documentário de mesmo nome.
Em 2019, teve início uma campanha de financiamento coletivo para o The Normal Album, que oferecia pré-lançamentos de CDs autografados, vinis exclusivos, entre outros benefícios. O álbum arrecadou US$ 27.631 e foi lançado em 2020. Após o lançamento do The Normal Album, ele começou a atrair uma base de fãs mais significativa. O álbum apresentou a música mais popular de Wood até o momento, “I/Me/Myself”, que explora as experiências de identidade de gênero de Wood.
Em 2021, Will Wood trabalhou na trilha sonora do podcast fictício de terror/comédia Camp Here And Ther, chamada Campfire Songs Edition com versões líricas de três das faixas inicialmente instrumentais, foi lançada em 2023.
Seu lançamento de 2022, “In case I make it,” teve financiamento coletivo no Indiegogo em outubro de 2021. Wood descreveu a coleção de músicas como sendo sua mais pessoal até o momento, dizendo: “Sempre tentei me reinventar consistentemente como artista, eu acho. Mas desta vez é diferente, porque, por falta de uma frase menos dramática [...] eu me reinventei como pessoa. Não poderia ser mais diferente do que era há um ou dois anos”.
Seis singles de “In case I make it” foram lançados antes do lançamento completo do álbum. Em setembro de 2021, antes do crowdfunding do álbum, Wood lançou o single intitulado “Sex, Drugs, Rock ‘n’ Roll”, que mais tarde apareceria no álbum. Em 10 de junho, Wood lançou o single “You Liked This (Okay, Computer!)”, uma faixa de comédia de humor negro sobre plataformas de mídia social com a a recitação de Bev Standing, que faz um pastiche da faixa “Fitter Happier”, do Radiohead, do álbum OK Computer, de 1997. Outros singles foram “Tomcat Disposables”, “Cicada Days”, “Euthanasia” e “White Noise”, todos acompanhados de videoclipes criados por ele. Em 29 de julho, o álbum completo foi lançado e recebeu críticas positivas.
Em 19 de agosto de 2022, ele participou do single "Ferryman", do cantor e compositor Shayfer James, que mais tarde apareceria no terceiro álbum de estúdio deste último, Shipwreck (2023). Em 1º de setembro, a banda Human Zoo lançou o single "Wealth & Hellness" (2022) com Wood, para o segundo álbum de estúdio homônimo da música.
Em 13 de janeiro de 2023, Wood lançou o álbum IN CASE I DIE:, uma compilação ao vivo de músicas gravadas em datas de turnês nos EUA em 2022. De acordo com uma postagem no blog do convidado no V13, após o lançamento, ele começaria uma “pausa indefinida ou possivelmente se aposentaria de [sua] carreira musical”.
Em 12 de junho de 2024 ele novamente fez uma parceria com o Human Zoo, tocando piano e fazendo vocais de apoio na remasterização da música "Aphrodite, Your Electric Sexiness".
Em 9 de agosto de 2024, Will Wood lançou uma nova mixagem do The Normal Album (2020) com o produtor Kevin Antreassian, além de apresentar três demos. Elas consistiam em gravações de 2018 de “I/Me/Myself”, “Laplace's Angel” e “Memento Mori”, que foram lançadas no mês anterior como singles.

## Discografia
| Álbuns de estúdio - Everything Is A Lot (2015) - Self-ish (2016) - The Normal Album (2020) - "In case I make it," (2022) Álbuns de remixes - The New Normal! (The Normal Album 2024 Edit) (2024) | Álbuns ao vivo - The Real (2018) - IN CASE I DIE: (2023) EPs - Euthanasia (2022) - You Liked This (Okay Computer!) (2022) Trilhas Sonoras - Camp Here & There (Original Series Soundtrack) (2020) |

1. 1 2 3  Lançado como Will Wood and the Tapeworms.
2. ↑  Relançado em 2020 como The Real Will Wood (Music from the Award-Winning Concert Film).
3. ↑  Relançado em 2022 como Camp Here & There Soundtrack: Campfire Songs Edition.
4. ↑  Relançado em 2025 como Camp Here & There (Extended OST) com faixas inéditas que não fizeram parte da primeira versão do álbum.

### Singles
| Título | Ano  | Álbum                                        |
| --- | ---- | -------------------------------------------- |
| "Chemical Overreaction / Compound Fracture"                                                                                           | 2015 | Everything Is a Lot                          |
| "Mr. Capgras Encounters a Secondhand Vanity: Tulpamancer's Prosopagnosia / Pareidolia (As Direct Result of Trauma to Fusiform Gyrus)" | 2016 | Self-ish                                     |
| "Dr. Sunshine Is Dead" | 2016 | Self-ish                                     |
| "2012" | 2016 | Self-ish                                     |
| "Alma Mater" | 2020 | Single não pertencente ao álbum              |
| "Love, Me Normally" | 2020 | The Normal Album                             |
| "Laplace's Angel (Hurt People? Hurt People!)"                                                                                         | 2020 | The Normal Album                             |
| "...Well, Better Than the Alternative"                                                                                                | 2020 | The Normal Album                             |
| "Mr. Fregoli and the Diathesis-Stress Supermodel, Or: How I Learned to Stop Worrying and Love the Con (An Untitled Track)"            | 2020 | Single não pertencente ao álbum              |
| "Sex, Drugs, Rock 'n' Roll" | 2021 | "In case I make it,"                         |
| "Your Body, My Temple" | 2022 | Camp Here & There                            |
| "Tomcat Disposables" | 2022 | "In case I make it,"                         |
| "Cicada Days" | 2022 | "In case I make it,"                         |
| "You Liked This (Okay, Computer!)" | 2022 | "In case I make it,"                         |
| "Euthanasia" | 2022 | "In case I make it,"                         |
| "White Noise" | 2022 | "In case I make it,"                         |
| "I / Me / Myself (2018 Live in Studio Demo)"                                                                                          | 2024 | The New Normal! (The Normal Album 2024 Edit) |
| "Laplace's Angel (2018 Live in Studio Demo)"                                                                                          | 2024 | The New Normal! (The Normal Album 2024 Edit) |

Colaborações
- com Big Ears Glenn
  - "Hey" (2017) (de: January)[28]
- com Human Zoo
  - "Aphrodite, Your Electric Sexiness" (2019) (de: A Mindless Meditation)
  - "Wealth & Hellness" (2022) (de: Wealth & Hellness)[29]
  - "Aphrodite, Your Electric Sexiness (Upgrade)" (2024) (de: A Mindless Meditation (Upgrade))[30]
- com Shayfer James
  - "Ferryman" (2022)[31]

Covers
- "Armchairs (Andrew Bird)" (2019) (de: This is for charity)[32]
- "Prince Ali" (2019) (Sob o nome "Will Wood and the Land Pirates") (de: D*sn*y is Birth Control)[33]
- "Chocolate Jesus" (2019) (de: Ben Meets A Few Good Records)[34]
- "The Velocity of Love" (2022) (Também lançado como as "Will Wood – The Velocity of Love") (de: Endless Possibility: A Tribute to Jack Terricloth)[35]